# Halictus cupidus
Halictus cupidus är en biart som beskrevs av Joseph Vachal 1902. Halictus cupidus ingår i släktet bandbin, och familjen vägbin. Inga underarter finns listade i Catalogue of Life.